# Bror Asklund
Bror Henrik Valdemar Asklund, född 1 maj 1896 i Norrköping, död 2 juli 1969, var en svensk geolog.
Asklund blev filosofie licentiat vid Uppsala universitet 1920, filosofie doktor och docent där 1925, assistent vid Kungliga Tekniska högskolan 1919. Han var geolog vid Sveriges geologiska undersökning (SGU) 1920-26, statsgeolog 1931, byråchef 1960-62, t.f. professor vid Stockholms högskola 1926 och vid Chalmers tekniska högskola 1947-48. Han tilldelades professors namn 1957. 
Asklund var ledamot av förtroenderådet för Sveriges granitindustris exportförening 1942-64, nationalkommissionen för geologi 1959, kommissionen för utgivande av de internationella geologiska kartorna 1960. Han invaldes som ledamot av Fysiografiska sällskapet i Lund 1956 och av Norske Videnskabers Selskab i Trondheim 1958. Han publicerade vetenskapliga arbeten om bland annat urberget, Skandinaviska fjällkedjan och kvartära avlagringar i SGU:s publikationer, Geologiska Föreningens förhandlingar m.fl. Han bearbetade Sven Hedins expeditionsmaterial från Pamir och Persien och utförde praktisk-geologiska utredningar rörande särskilt vattenkraftsanläggningar, sten- och malmindustri mm.